# Виво Монтана
„Виво Монтана“ (Vivo Montana) е духов оркестър 
Състои се от 9 младежи, които изпълняват балканска и ъндърграунд музика с иновативно звучене. В репертоара си ползват още български фолклорни, етно, джаз, фънк и поп елементи. Служат си с традиционни медни духови инструменти – тромпет, цугтромбон, баритон, туба и ударни инструменти. Името на групата идва от италианските музикални термини за темпо – „vivo“ прев. итал. „живо“ и „Монтана“ едноименния роден град на бандата.

## История
Годината е 2009, учителят по музика в математическа гимназия в град Монтана решава да избере 7 млади музиканта от училищния оркестър и да ги превърне във „Виво Монтана“
Първите години момчетата набират стаж и популярност с изяви по частни събития. Скоро името им се свързва със звездата Камелия в българския музикален бранш. Заедно с изпълнителката тръгват по нощни заведения и клубове из цяла България и възкресяват духовата музика с ново, модерно звучене.
През 2012 г. излиза първият им албум – „Виво Монтана“. През тази година, освен неспирните участия из цялата страна, бандата се появява и на малкия екран в предавания като „Шоуто на Слави“ и „На кафе“
2013 г. излиза първото им клипирано парче „Монтанско хоро“
През целия този период, музикантите разпространяват тяхната музика и отвъд граница. Участвали са в концерти и фестивали в Гърция, Турция, Италия, Испания, Франция, о. Корсика, Монако.
2014 г. излиза вторият им албум, който се състои от 2 диска – парчета на основата на джаз; парчета с народни мотиви. Правят втори клип – този път на парчето „Младоженци“ и участват в предаването „Иде нашенската музика“.
2015 е годината, в която музикантите организират и осъществяват концерта „5 години Виво Монтана“ в родния град Монтана.
През 2016 година 8-те момчета участват във формата „България търси талант“ и така „Виво Монтана“ става победител в този сезон. Парчето, което изпълняват на финала е авторско и се казва „Brass’n’Roll" и е клипирано веднага след дебютното му излъчване в шоуто за таланти. Отново на малкия екран се появяват повторно в „Шоуто на Слави“, хумористичното предаване „Комиците“, сутрешния блок „Тази сутрин“, „Тази неделя“
Вземат участие и в концерта в България на сръбската звезда Драгана Миркович, изпълнявайки с нея една от най-емблематичните песни от творчеството ѝ. До тогавашния момент бандата е имала възможността да бъде на една сцена и с други сръбски звезди – Шабан Шаулич, Кеба, Весна Змиянац.

## Дискография 2014 г.
| Folk Rhythms(covers) | Smoking Jazz Tunes(covers) |
| -------------------- | -------------------------- |
| Сръбска деветка      | Hit the road Jack          |
| За приятелите        | Atom                       |
| Сите българи         | Samba de Janeiro           |
| Сръбска двойка       | Twist                      |
| Сико Хорепсе Сиртаки | Love Story Blues           |
| Месечина             | Tiki tak                   |
| Китка кючек          | Get Lucky                  |
| Калашников           | Simply the best            |
| Монтанско хоро       | Rock'n'roll                |
| Energy               | Tequila                    |